# Josef Dobeš (hudebník)
Josef Dobeš (10. dubna 1934 Pardubice – 19. prosince 2021) byl český countryový muzikant, hráč na pedálovou steel kytaru a dobro
Byl zakládajícím členem skupiny SALP v roce 1949, kterou založil společně se členy trampské osady Fire Rock Jiřím Falladou a Wiktorem Wágnerem, skupina SALP jako první začala v Československu hrát americkou country music Od roku 1969 do roku 1974 byl členem skupiny Greenhorns. Poté přestoupil do skupiny Teskar. Později se začal věnovat svému původnímu povolání – elektřině. Po roce 1989 ze začal věnovat podnikání, spolu se svým synem – vyráběli zmenšeniny lokomotiv. V roce 2008 vydal maxi-singl „Píseň úplňku“ věnovaný 100. výročí narození Jaroslava Foglara s písněmi „Píseň úplňku“, „Výprava do Sluneční zátoky“, „Na břehu Bobří řeky“ a „Jestřáb nad prérií divokého západu“.

## Mládí
Jeho otec (Josef Dobeš) byl vojenský důstojník, velitel jezdeckého pluku v Pardubicích, později se stal členem Hradní stráže, kde působil jako učitel jízdy Edvarda Beneše. Během studia na gymnáziu se seznámil s Evou Olmerovou, která ho přivedla ke hře na kytaru. Aktivně se věnoval trampingu, pročež byl později z gymnázia vyloučen. Zprvu hrál na kytaru ve skupině LUKA, později se seznámil s Waldemarem Matuškou, setkal se s, tehdy začínající, skupinou Spirituál Kvintet.

## Profesionální kariéra
V roce 1969 se přes Michala Tučného, který jej seznámil s Janem Vyčítalem, dostal ke skupině Greenhorns, kterou doprovázel na pedálovou steel kytaru a na dobro. Zde působil až do roku 1974, kdy odešel do skupiny Teskar. Působil také jako studiový hráč na deskách Pavla Bobka, Country Beatu Jiřího Brabce a Michala Tučného. Později občas hostoval ve skupině Noví Zelenáči.